# Dentex
Genre
Synonymes
- Allotaius Whitley, 1937
- Opsodentex Fowler, 1925
- Synagris Bleeker (ex Klein), 1876
- Synagris Walbaum (ex Klein), 1792
- Taius Jordan & Thompson, 1912

Dentex est un genre de « dentés », des poissons marins carnivores, faisant partie de la famille des Sparidae.

## Espèces
Selon World Register of Marine Species (26 août 2016) :
- Dentex abei Iwatsuki, Akazaki & Taniguchi, 2007
- Dentex angolensis Poll & Maul, 1953 - Denté angolais
- Dentex barnardi Cadenat, 1970 - Denté austral
- Dentex canariensis Steindachner, 1881 - Denté des Canaries ou Denté à tache rouge
- Dentex congoensis Poll, 1954 - Denté congolais
- Dentex dentex (Linnaeus, 1758) - Denté commun (Méditerranée et Atlantique européen)
- Dentex fourmanoiri Akazaki & Séret, 1999
- Dentex gibbosus (Rafinesque, 1810) - Gros denté rose, Denté bossu ou Denté à long fil
- Dentex macrophthalmus (Bloch, 1791) - Denté à gros yeux
- Dentex maroccanus Valenciennes, 1830 - Denté du Maroc
- Dentex spariformis Ogilby, 1910

Nota :
- Dentex abei (Iwatsuki, Akazaki & Taniguchi, 2007) est synonyme de Dentex tumifrons (Temminck & Schlegel, 1843)
- Dentex spariformis (Ogilby, 1910) est synonyme de Allotaius spariformis (Ogilby, 1910)
- Dentex tumifrons (Temminck & Schlegel, 1843) est synonyme de Evynnis tumifrons (Temminck & Schlegel, 1843)

## Liste complémentaire
- Dentex fossilis Jonet, 1975 †

## Illustrations

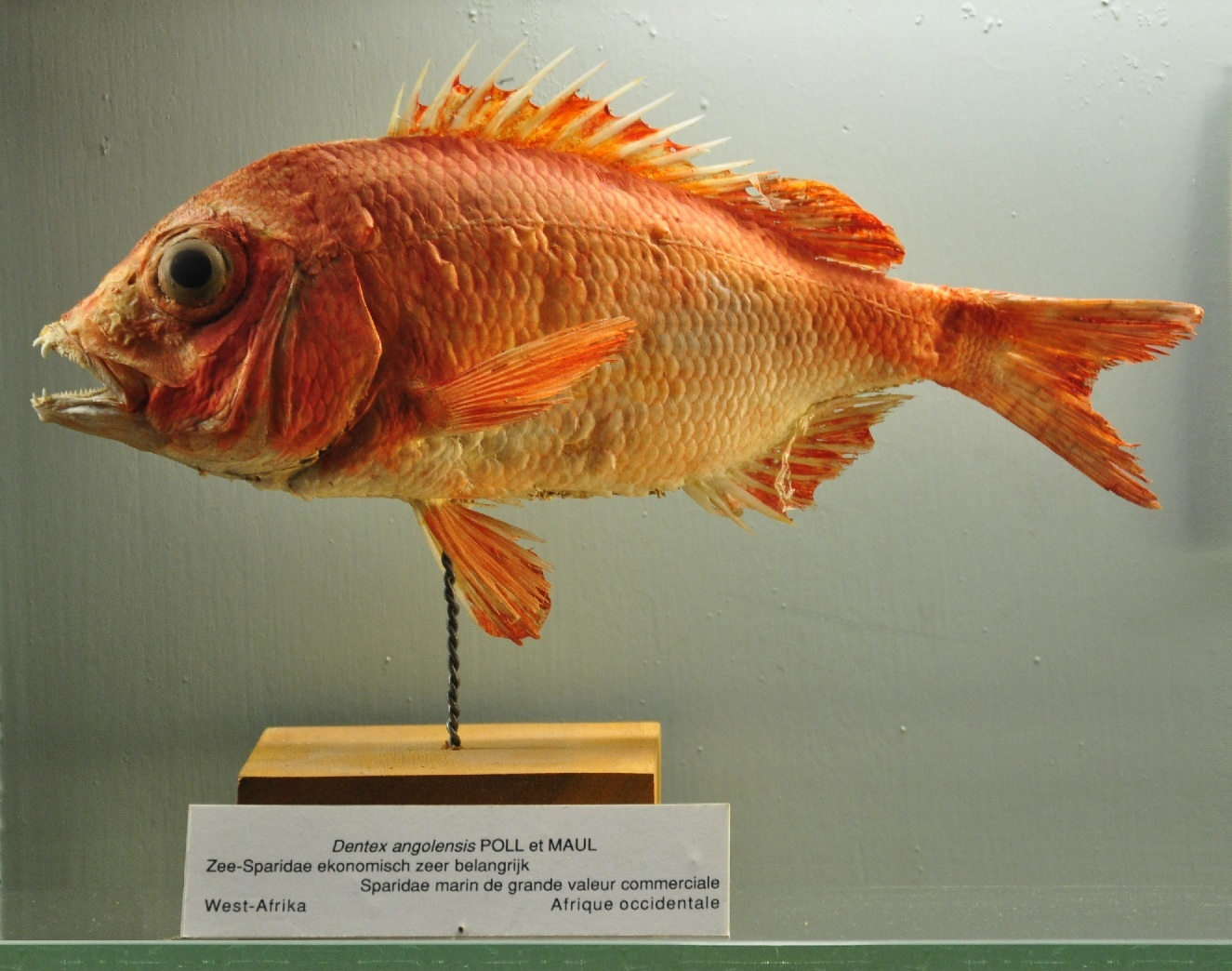
Dentex angolensis
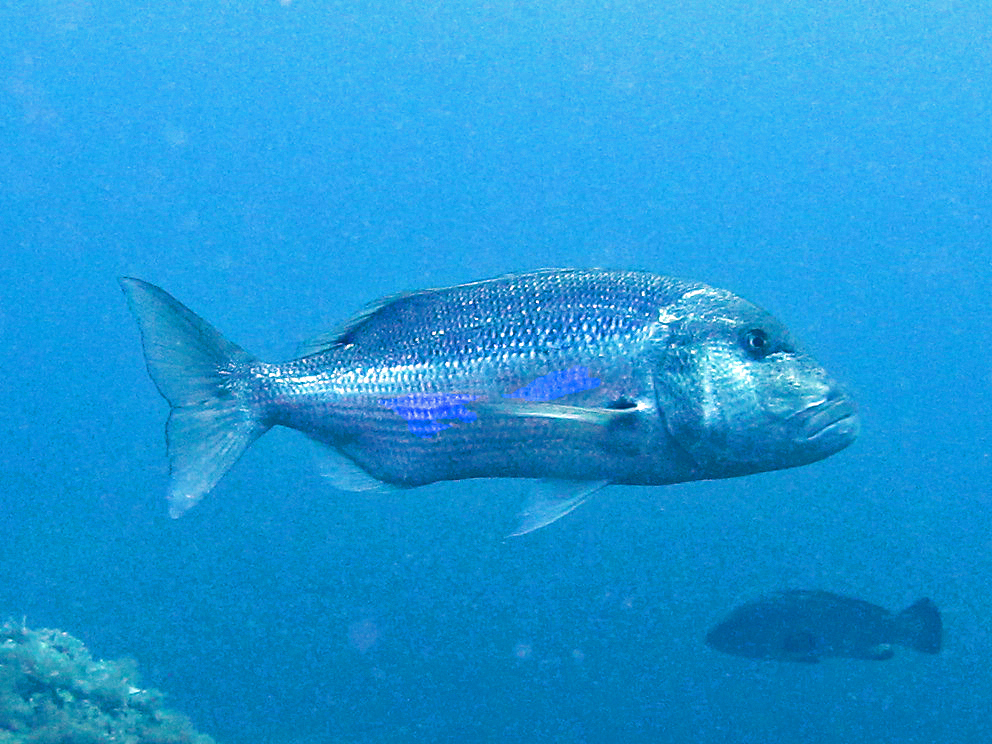
Dentex dentex
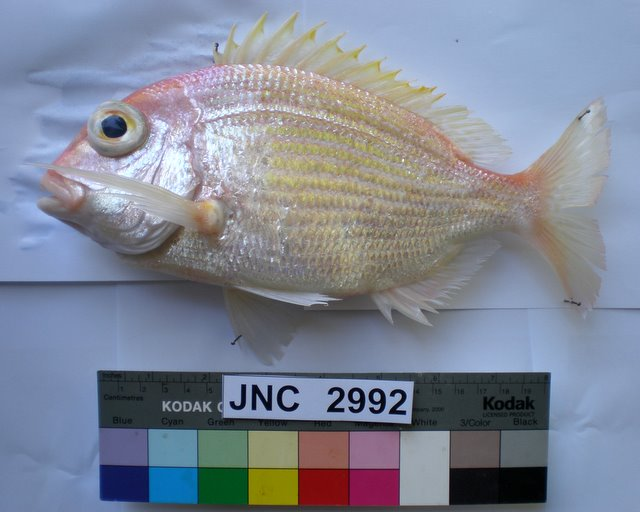
Dentex fourmanoiri
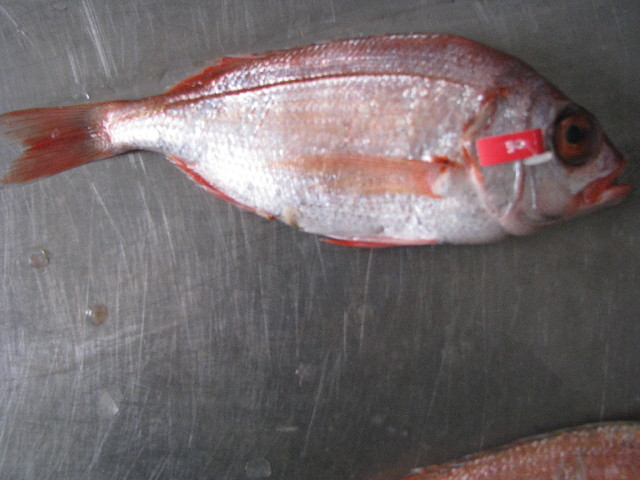
Dentex macrophthalmus